# Blues from Laurel Canyon
Blues from Laurel Canyon ist das neunte Album des britischen Bluesmusikers John Mayall. Es erschien 1968 bei Decca Records und war Mayalls letztes reguläres Studioalbum für dieses Label.

## Entstehungsgeschichte
Als sich am 14. Juli 1968 auf Mayalls Wunsch die Bluesbreakers auflösten, machte dieser eine dreiwöchige Reise nach Los Angeles. John Mayall wollte eine Solokarriere starten und nur noch mit einer kleinen Begleitgruppe arbeiten. Auf der Suche nach der Besetzung für die geplante neue Quartett-Formation behielt Mayall Mick Taylor, den Gitarristen, mit dem er am längsten zusammengearbeitet hatte. Zu ihnen gesellten sich die Musiker Stephen Thompson und Colin Allen.
Das Album Blues from Laurel Canyon stellt Mayalls Reise nach Los Angeles, seine spätere neue Heimat, in musikalischer Form dar. Das Tal Laurel Canyon ist eine Wohngegend in Los Angeles, die auch für ihre prominenten Anwohner bekannt ist, darunter einige Musiker. Mayall wollte sämtliche Gefühle und Erfahrungen seiner Reise in ein Album packen. Es fängt bei der Ankunft (Vacation) an und endet mit der Abreise (Fly Tomorrow). Der Gitarrist Peter Green hat einen Gastauftritt bei dem Lied First Time Alone.
Im Laurel Canyon lebte er bei seinem Freund Bob Hite, bevor er sein geliebtes Baumhaus zum Wohnen hatte. Das Stück The Bear ist Hite gewidmet; es beginnt mit einer an seinen Gastgeber erinnernden Gitarren-Einleitung im Boogie-Stil. Auch spielte Mayall in dieser Zeit auf dem Album Living the Blues von Hites Band Canned Heat Piano.
Blues from Laurel Canyon wurde vom 26. bis 28. August 1968 in den Decca-Studios West Hampstead aufgenommen. Sämtliche Songs wurden von John Mayall geschrieben, der sich auch um das Artwork kümmerte. Produziert wurde es von Mike Vernon und John Mayall. Toningenieur war Derek Varnals, assistiert von Adrian Martins.
Das Album erreichte Platz 68 der US-Billboard-Charts und Platz 33 in Großbritannien.

## Titelliste
Auch die Tonarten wurden von John Mayall angegeben.
Seite Eins:
- Vacation – 2:47 – E
- Walking on Sunset – 2:50 – As
- Laurel Canyon Home – 4:33 – C
- 2401 – 3:42 – A
- Ready to Ride – 3:32 – E
- Medicine Man – 2:43 – G
- Somebody’s Acting Like a Child – 3:27 – Des

Seite Zwei:
- The Bear – 4:40 – B
- Miss James – 2:30 – F
- First Time Alone – 4:49 – H
- Long Gone Midnight – 3:27 – Es
- Fly Tomorrow – 8:59 – D